# Communauté d’agglomération Havraise
Die Communauté d’agglomération Havraise (CODAH) ist ein ehemaliger französischer Gemeindeverband mit der Rechtsform einer Communauté d’agglomération im Département Seine-Maritime in der Region Normandie. Sie wurde am 23. November 2000 gegründet und umfasste 17 Gemeinden. Der Verwaltungssitz befand sich in der Stadt Le Havre. Sie wurde 2019 mit dem Canton Criquetot L'Esneval und Caux Estuaire zur Communauté urbaine Le Havre Seine Métropole verschmolzen.

## Ehemalige Mitgliedsgemeinden
1. Cauville-sur-Mer
2. Épouville
3. Fontaine-la-Mallet
4. Fontenay
5. Gainneville
6. Gonfreville-l’Orcher
7. Harfleur
8. Le Havre
9. Manéglise
10. Mannevillette
11. Montivilliers
12. Notre-Dame-du-Bec
13. Octeville-sur-Mer
14. Rogerville
15. Rolleville
16. Saint-Martin-du-Manoir
17. Sainte-Adresse